# 崔损
崔损（8世纪—803年11月27日），字至无，唐朝官员，唐德宗年间为宰相。

## 家世
崔损出自博陵崔氏定著四房之一的博陵大房，崔损的高祖崔行功为秘书监，但曾祖崔晷以下开始衰微，崔损的祖父和父亲甚至没有在《新唐书》的宰相世系表上留下名字。《资治通鉴》称神龙革命复唐五功臣之一的崔玄暐是他的伯祖父，误，崔玄暐为崔晷的堂兄，即崔损的堂曾伯祖父。

## 早期仕途
崔损曾与柳镇交游。唐代宗大历（766年-779年）末年，崔损中进士，登博学宏词科，授秘书省校书郎，后又授咸阳尉。但后来他的舅舅王翃做了京兆尹，他不宜为其下属，因而被改任为大理评事，累迁兵部郎中，贞元十一年（795年），迁右谏议大夫。

## 拜相
十二年（796年），宰相门下侍郎同平章事赵憬新亡，崔损在朝议郎、右谏议大夫任上为之作《祭成纪公文》。同时，中书侍郎同平章事卢迈风疾严重，不能参政，十月，德宗授崔损和给事中赵宗儒同中书门下平章事，赐紫金鱼袋。崔损拜相是因同年新亡的德宗近臣户部尚书裴延龄所荐。因两位宰相或故或病，中书省长达十天无人主事，人们希望有德者为相，而崔损并无佳声，人们失望。崔损为相后，谨小慎微以求不冒犯皇帝，当德宗会见宰相时，他几乎不说话。
十四年（798年）四月，唐太宗昭陵旧宫寝殿被野火烧毁，德宗任时任左谏议大夫的崔损为八陵修奉使，重建昭陵及唐高祖献陵、唐高宗乾陵、唐中宗定陵、唐玄宗泰陵、唐睿宗桥陵、唐代宗元陵的旧宫房屋，并修葺唐肃宗建陵。七月，崔损转任门下侍郎，仍居相位。同月，修复八陵寝宫完毕，群臣于宣政殿称贺。
十六年（800年），德宗命崔损承旨令宰相中书侍郎齐抗兼修国史，齐抗让中书舍人权德舆上表辞让。
崔损任职后期，常生病在家，德宗赐绢二百匹（《新唐书》《册府元龟》作三百匹）以为药用。崔损历任南北两省要职乃至拜相，却无可称。他不扩建也不商议迁移母亲的坟墓，不参加为尼的姐姐的葬礼，为士人君子所批评。建中以后，宰相少有久在位的，才数年就获罪被黜，而崔损因迎合德宗之意，在相位八年。德宗也知道公众认为崔损不堪为相，但因崔损事他谨慎，他继续宠信崔损，以为长者。十九年（803年）三月，唐献祖、唐懿祖庙成，崔损奉敕摄太尉，告太庙。闰十月，崔损卒，赠太子太傅，谥靖，赙布帛五百端、米粟四百石。

## 作品
- 《明水赋（以“泠然感化，洁我烝尝”为韵）》
- 《凤鸣朝阳赋（以「凤鸣山阳，振翼飞舞」为韵）》
- 《饮至赋（以「破敌有功」为韵）》
- 《凌烟阁图功臣赋》
- 《五色土赋（以「皇子毕封，依色建社」为韵）》
- 《北斗赋（以「成象在天，维北有斗」为韵）》
- 《冰壶赋（以「清如玉壶冰，何惭宿昔意」为韵）》
- 《霜降赋（以「霜降之日，豺乃祭兽」为韵）》
- 《秋霜赋》
- 《浮沤赋》
- 《述圣颂》
- 《祭成纪公文》

## 评价
- 《旧唐书》史臣曰：而损、（齐）抗之比，夫何足云，遽汙台槐，盖时主之容易耳。